# ریسک مالی
ریسک مالی (به انگلیسی: Financial risk) گونه‌ای ریسک است، که در اثر افزایش بدهی در شرکت، به سهام‌داران تحمیل می‌شود. ریسک اضافی ناشی از استفاده و به‌کارگیری بدهی در شرکت، که تحت عنوان اهرم مالی مورد بحث و بررسی قرار می‌گیرد. هر قدر شرکت، وام بیش‌تری بگیرد (اوراق قرضه بیش‌تری منتشر کند)، حاشیه سود خالص شرکت، کم‌تر خواهد شد و ریسک سهام عادی آن بیش‌تر می‌شود.
ریسک در تعریف عام، احتمالی است که یک کنش یا کنش‌وری (یا بی‌کنشی) مشخص منجر به زیان یا بروندادها و پیامدهای ناخوشایند و ناخواسته گردد. تقریباً همهٔ کوشش‌های بشری دربردارندهٔ درجاتی از ریسک است، با این همه برخی از آنها ریسک‌های بیشتری را به همراه دارند. در ادبیات مالی ریسک را می‌توان به صورت رویدادهای غیرمنتظره که معمولاً به صورت تغییر در ارزش دارایی‌ها یا بدهی‌ها می‌باشد، تعریف کرد. بنگاه‌ها در معرض انواع مختلف ریسک قرار دارند که به‌طور کلی می‌توان به دو دسته 'ریسک‌های تجاری' و 'ریسک‌های غیرتجاری' تقسیم کرد.

## انواع ریسک مالی[۵]
ریسک مالی به چند دسته اصلی تقسیم می‌شود که هر کدام تأثیرات خاص خود را دارند:
1. ریسک نرخ بهره:
  - ناشی از تغییرات نرخ بهره در بازار.
  - می‌تواند هزینه‌های تأمین مالی را افزایش دهد یا سودآوری سرمایه‌گذاری‌ها را کاهش دهد.
2. ریسک نقدینگی:
  - زمانی رخ می‌دهد که شرکت یا سرمایه‌گذار قادر به تأمین مالی برای پرداخت بدهی‌ها نباشد.
3. ریسک نرخ ارز:
  - ناشی از نوسانات در نرخ‌های مبادله ارز.
  - می‌تواند ارزش دارایی‌ها و بدهی‌های بین‌المللی را تحت تأثیر قرار دهد.
4. ریسک اعتباری:
  - زمانی رخ می‌دهد که طرف مقابل در یک قرارداد مالی نتواند به تعهدات خود عمل کند.
5. ریسک بازار:
  - ناشی از نوسانات قیمت در بازارهای مالی مانند سهام، کالاها یا اوراق قرضه.